# Timora albisticta
Espèce
Timora albisticta est une espèce de papillons nocturnes de la famille des Noctuidae.

## Répartition et habitat
On le trouve en Afrique, notamment en Afrique du Sud.

## Synonyme
- Heliothis albisticta (Janse, 1917)